# Wspólnota administracyjna Künzelsau
Wspólnota administracyjna Künzelsau – wspólnota administracyjna (niem. Vereinbarte Verwaltungsgemeinschaft) w Niemczech, w kraju związkowym Badenia-Wirtembergia, w rejencji Stuttgart, w regionie Heilbronn-Franken, w powiecie Hohenlohe. Siedziba wspólnoty znajduje się w mieście Künzelsau, przewodniczącym jej jest Volker Lenz.
Wspólnota zrzesza dwa miasta:
- Ingelfingen, 5 691 mieszkańców, 46,48 km²
- Künzelsau, 14 822 mieszkańców, 75,17 km²